# Великокопановская сельская община
Великокопановская сельская община (укр. Великокопанівська сільська громада) — территориальная община в Херсонском районе Херсонской области Украины.
Создана в ходе административно-территориальной реформы 12 сентября 2016 года на территории упразднённого Алёшковского района путём объединения Абрикосовского и Великокопановского сельских советов. Всего община включила 3 села. Своё название община получила от названия административного центра, где размещены органы власти — село Великие Копани.
Население общины на момент создания составляло 7089 человек, площадь общины 112,85 км².

## Населённые пункты
В состав общины входит село Великие Копани — 5678 жителей, село Доброселье — 359 жителей, посёлок Абрикосовка — 1212 жителей.

## История общины
Первые выборы совета общины были проведены 18 декабря 2016 года.
В 2020 году разработана и утверждена IT-стратегия Великокопановской общины, которая направлена на внедрение «цифровых» решений. В рамках данной стратегии были созданы официальные страницы общины в соцсетях Facebook и Instagram, введены электронные очереди на приём в администрацию, к семейному врачу. Создано 8 публичных Wi-Fi зон.
В июле 2020 года на территории общины проводились акции по высадке цветов в общественных местах. Волонтеры собирали и присылали цветы для посадки из Херсона, Одессы и Алёшек. Всего было собрано и посажено более 3 тыс. цветов.
В июле 2020 года Алёшковский район в результате административно-территориальной реформы был упразднён, и община была отнесена к Херсонскому району.
С февраля 2022 года община находится под оккупацией российских войск в ходе российско-украинской войны.